# Campionato del mondo di calcio da tavolo 2006
Il Campionato del Mondo di Calcio da tavolo venne disputato a Dortmund, in Germania, il 17 e 18 giugno 2006. Le partite furono ospitate nelle stesse strutture del mondiale di calcio, disputato in contemporanea. Alla manifestazione tedesca parteciparono complessivamente 192 giocatori, in rappresentanza di 22 nazioni (record di partecipazione). In questa edizione hanno esordito le nazionali di: Cina, Albania, Polonia e Turchia.
Sono stati assegnati 2 titoli femminili e 8 titoli maschili:
- femminile
  - individuale
  - squadre
- maschile
  - Open individuale
  - Open a squadre
  - Under19 individuale
  - Under19 a squadre
  - Under15 individuale
  - Under15 a squadre
  - Veterans individuale
  - Veterans a squadre

## Medagliere
| Pos. | Paese       | Oro | Argento | Bronzo | Totale |
| ---- | ----------- | --- | ------- | ------ | ------ |
| 1    | Italia      | 4   | 2       | 2      | 8      |
| 2    | Danimarca   | 3   | 0       | 0      | 3      |
| 3    | Belgio      | 1   | 3       | 6      | 10     |
| 4    | Francia     | 1   | 1       | 1      | 3      |
| 5    | Paesi Bassi | 1   | 0       | 0      | 1      |
| 6    | Austria     | 0   | 3       | 3      | 6      |
| 7    | Malta       | 0   | 1       | 1      | 2      |
| 8    | Germania    | 0   | 0       | 3      | 3      |
| 9    | Spagna      | 0   | 0       | 2      | 2      |
| 10   | Grecia      | 0   | 0       | 1      | 1      |
| -    | Inghilterra | 0   | 0       | 1      | 1      |

## Categoria Open

### Risultati

#### Individuale
Prima fase a gironi ed Eliminazione Diretta
| Oro     | Efrem Intra             | Italia        |
| Argento | Massimo Cremona         | Malta         |
| Bronzo  | Raúl Benita Gil Delogne | Spagna Belgio |

#### Squadre
Prima fase a gironi ed Eliminazione Diretta
| Oro     | Italia Efrem Intra, Massimo Bolognino, Massimiliano Nastasi, Antonio Mettivieri, Saverio Bari, Francesco Mattiangeli                                                       | Italia       |
| Argento | Belgio Alexandre Torré, Valéry Dejardin, Gil Delogne, Alain Hanotiaux, Antoine Dikaios                                                                                     | Belgio       |
| Bronzo  | Malta Charles Aquilina, Massimo Cremona, Hansel Mallia, Samuel Bartolo Grecia Spiros Hantzaras, Lazaros Papakonstantinou, Nicos Beis, Giorgos Koutis, Kostas Triantafillou | Malta Grecia |

## Categoria Under19

### Risultati

#### Individuale
Prima fase a gironi ed Eliminazione Diretta
| Oro     | Stefano Buono               | Italia         |
| Argento | Arnaud Nullens              | Belgio         |
| Bronzo  | Christian Haas Justin Leroy | Austria Belgio |

#### Squadre
Prima fase a gironi ed Eliminazione Diretta
| Oro     | Belgio Nicolas Baccega, Logan Carette, Arnaud Nullens, Justin Leroy, Anthony Coppenolle                                                                            | Belgio         |
| Argento | Austria Christoph Gerbasits, Alexander Haas, Patrick Zeilinger, Thomas Karnthaler, Manuel Haider                                                                   | Austria        |
| Bronzo  | Italia Stefano Buono, Giacomo Meozzi, Mario Frittelli, Stefano Pennachini Francia Romain Gadais, Florian Grolier, Jérémie Meyran, Diego Gonçalves, Julien Etienvre | Italia Francia |

## Categoria Under15

### Risultati

#### Individuale
Prima fase a gironi ed Eliminazione Diretta
| Oro     | Kristian Staal Nielsen        | Danimarca        |
| Argento | Mattia Bellotti               | Italia           |
| Bronzo  | Alexander Haas Steven Breselg | Austria Germania |

#### Squadre
Prima fase a gironi ed Eliminazione Diretta
| Oro     | Danimarca Christian E. Christiansen, Lasse Honore, Kristian Staal Nielsen, David Frederiksen                                                                         | Danimarca       |
| Argento | Francia Benjamin Garnier, Charles Mekri, William Etienvre, Joris Bois, Arthur Itte                                                                                   | Francia         |
| Bronzo  | Italia Mattia Bellotti, Matteo Coccia, Simone Palmieri, Nicoló Stefanucci Germania Steven Breselg, Tillmann Winkler, Marcel Kwiatkowski, Björn Kegenbein, Simon Roth | Italia Germania |

## Categoria Veterans

### Risultati

#### Individuale
Prima fase a gironi ed Eliminazione Diretta
| Oro     | Martijn Bom                         | Paesi Bassi   |
| Argento | Renzo Frignani                      | Italia        |
| Bronzo  | Steve Grégoire Juan Carlos Granados | Belgio Spagna |

#### Squadre
Prima fase a gironi ed Eliminazione Diretta
| Oro     | Italia Massimiliano Schiavone, Enrico Tecchiati, Severino Gara, Renzo Frignani, Enrico Tecchiati                                                   | Italia             |
| Argento | Austria Gerhard Ecker, Michael Hasieber, Horst Deimel, Günther Bamberzky, Michael Kalina                                                           | Austria            |
| Bronzo  | Inghilterra Phil Redman, Bob Varney, Phil Holmes, Jeff Jordan, Luciano Pigozzi Belgio Fabrice Mazzaglia, Benoît Jadot, Marcel Lange, Jos Ceulemans | Inghilterra Belgio |

## Categoria Femminile

### Risultati

#### Individuale
Prima fase a gironi ed Eliminazione Diretta
| Oro     | Kamilla Kristensen                  | Danimarca |
| Argento | Michaela Scherbaum                  | Austria   |
| Bronzo  | Delphine Dieudonné Elodie Bertholet | Belgio    |

#### Squadre
Prima fase a gironi ed Eliminazione Diretta
| Oro     | Francia Arielle Guyot, Françoise Guyot, Sylvie Guyot, Audrey Herbaut                             | Francia |
| Argento | Belgio Bénédicte Westrade, Elodie Bertholet, Magali Doumont, Delphine Dieudonné, Annick Poncelet | Belgio  |
| Bronzo  | Austria Jacqueline Menzel, Michaela Kalina, Elisabeth Haas, Jennifer Kastner, Michaela Scherbaum | Austria |